# Budi Sudarsono
Budi Sudarsono (n. en Kediri, Java Oriental, 19 de septiembre de 1979) es un futbolista indonesio que juega como mediocampista o delantero para la Selección de fútbol de Indonesia. Budi mide 174 cm, ha representado a su país en la Copa Asiática del 2007. Budi anotó un gol para su país en el único partido que Indonesia ha ganado en su historia de participaciones en la Copa Asiática. Sus apodos futbolísticos son Budi Gol, Kileng o Ular Piton.

## Participaciones en la selección nacional
- Eliminatorias de la pre-copa mundo 2001
- Juegos del Sudeste Asiático 2001
- Copa del Tigre 2002
- Copa Asiática 2004
- Copa de la AFF 2006
- Copa Asiática 2007

- Datos: Q3505523
- Multimedia: Budi Sudarsono / Q3505523